# Liste des monuments historiques des Landes
Cet article recense les monuments historiques des Landes, en France.

## Statistiques
Au 21 juillet 2025, le département des Landes compte 224 édifices comportant au moins une protection au titre des monuments historiques, dont 41 sont classés et 195 sont inscrits. Le total des monuments classés et inscrits est supérieur au nombre total de monuments protégés car plusieurs d'entre eux sont à la fois classés et inscrits.
Mont-de-Marsan compte 12 protections, Dax 10, Parleboscq 7, Aire-sur-l'Adour et Saint-Sever 6. Du fait de la taille du département (9 243 km2, soit le troisième plus grand de France après la Guyane et la Gironde) et du faible nombre d'édifices protégés, les Landes sont un des départements où la densité de monuments historiques est la plus faible, avec un peu plus de deux monuments historiques pour 100 km2.
- Haut – A
- B
- C
- D
- E
- F
- G
- H
- I
- J
- K
- L
- M
- N
- O
- P
- Q
- R
- S
- T
- U
- V
- W
- X
- Y
- Z

## Liste
| Monument                                                             | Commune                             | Adresse                             | Coordonnées                        | Notice                        | Protection             | Date           | Illustration                                                         |
| -------------------------------------------------------------------- | ----------------------------------- | ----------------------------------- | ---------------------------------- | ----------------------------- | ---------------------- | -------------- | -------------------------------------------------------------------- |
| Hôtel de ville d'Aire-sur-l'Adour                                    | Aire-sur-l'Adour                    |                                     | 43° 42′ 00″ nord, 0° 15′ 43″ ouest | « PA40000090 »                | Inscrit                | 2015           | Hôtel de ville d'Aire-sur-l'Adour                                    |
| Carmel Saint-Joseph                                                  | Aire-sur-l'Adour                    | 6 rue Maubec                        | 43° 42′ 05″ nord, 0° 15′ 41″ ouest | « PA40000074 »                | Inscrit                | 2009           | Carmel Saint-Joseph                                                  |
| Cathédrale Saint-Jean-Baptiste d'Aire                                | Aire-sur-l'Adour                    |                                     | 43° 42′ 02″ nord, 0° 15′ 44″ ouest | « PA00083917 »                | Classé                 | 1906           | Cathédrale Saint-Jean-Baptiste d'Aire                                |
| Église Sainte-Quitterie d'Aire                                       | Aire-sur-l'Adour                    |                                     | 43° 41′ 50″ nord, 0° 16′ 07″ ouest | « PA00083918 »                | Classé                 | 1840           | Église Sainte-Quitterie d'Aire                                       |
| Halle aux grains d'Aire-sur-l'Adour                                  | Aire-sur-l'Adour                    |                                     | 43° 42′ 01″ nord, 0° 15′ 52″ ouest | « PA00083919 »                | Inscrit                | 1975           | Halle aux grains d'Aire-sur-l'Adour                                  |
| Maison de l'officialité                                              | Aire-sur-l'Adour                    | Rue H.-Labeyrie Rue Plainhaut       | 43° 42′ 00″ nord, 0° 15′ 48″ ouest | « PA00083920 »                | Inscrit                | 1946           | Maison de l'officialité                                              |
| Arènes Jean-Lafittau                                                 | Amou                                | Place de la Técouère                | 43° 35′ 34″ nord, 0° 44′ 52″ ouest | « PA40000062 »                | Inscrit                | 2007           | Arènes Jean-Lafittau                                                 |
| Château d'Amou                                                       | Amou                                |                                     | 43° 35′ 43″ nord, 0° 44′ 43″ ouest | « PA00083921 »                | Inscrit                | 2000           | Château d'Amou                                                       |
| Église Saint-Pierre d'Amou                                           | Amou                                |                                     | 43° 35′ 34″ nord, 0° 44′ 52″ ouest | « PA40000039 »                | Inscrit                | 2002           | Église Saint-Pierre d'Amou                                           |
| Tertres funéraires d'Arboucave                                       | Arboucave                           | Landes de Caraous                   | 43° 35′ 42″ nord, 0° 26′ 20″ ouest | « PA00083922 »                | Classé                 | 1971           | Tertres funéraires d'Arboucave                                       |
| Château de Castillon                                                 | Arengosse                           |                                     | 44° 00′ 21″ nord, 0° 47′ 47″ ouest | « PA00083923 »                | Inscrit                | 1948           | Château de Castillon                                                 |
| Église Saint-Jean-Baptiste d'Arjuzanx                                | Arjuzanx                            |                                     | 44° 00′ 47″ nord, 0° 51′ 20″ ouest | « PA40000040 »                | Inscrit                | 2002           | Église Saint-Jean-Baptiste d'Arjuzanx                                |
| Alambic d'Ognoas                                                     | Arthez-d'Armagnac                   |                                     | 43° 54′ 08″ nord, 0° 16′ 13″ ouest | « PA40000060 »                | Inscrit                | 2006           | Alambic d'Ognoas                                                     |
| Croix d'Arx                                                          | Arx                                 |                                     | 44° 06′ 31″ nord, 0° 04′ 34″ est   | « PA40000068 »                | Inscrit                | 2008           | Croix d'Arx                                                          |
| Église Saint-Martin d'Arx                                            | Arx                                 |                                     | 44° 06′ 30″ nord, 0° 04′ 34″ est   | « PA00084022 »                | Inscrit                | 1990           | Église Saint-Martin d'Arx                                            |
| Château de Captan                                                    | Audignon                            |                                     | 43° 43′ 20″ nord, 0° 36′ 18″ ouest | « PA40000013 »                | Inscrit                | 1997           | Château de Captan                                                    |
| Église Notre-Dame                                                    | Audignon                            |                                     | 43° 43′ 20″ nord, 0° 36′ 18″ ouest | « PA00083924 »                | Classé                 | 1975           | Église Notre-Dame                                                    |
| Château d'Estignols                                                  | Aurice                              |                                     | 43° 47′ 10″ nord, 0° 35′ 17″ ouest | « PA00083925 »                | Inscrit                | 1978           | Image manquante Téléverser                                           |
| Maison de Nogaro                                                     | Azur                                | Nogaro                              | 43° 48′ 10″ nord, 1° 17′ 07″ ouest | « PA00132531 »                | Inscrit                | 1994           | Image manquante Téléverser                                           |
| Monument aux morts                                                   | Banos                               | Placette du Chanoine-Descorps       | 43° 44′ 13″ nord, 0° 37′ 27″ ouest | « PA40000081 »                | Inscrit                | 2014           | Monument aux morts                                                   |
| Arènes Jean de Lahourtique                                           | Bascons                             | Rue Ferdinand Brillaud              | 43° 49′ 17″ nord, 0° 25′ 11″ ouest | « PA40000063 »                | Inscrit                | 2007           | Arènes Jean de Lahourtique                                           |
| Église Saint-Amand de Bascons                                        | Bascons                             | Place Charles-de-Gaulle             | 43° 49′ 19″ nord, 0° 25′ 05″ ouest | « PA00083926 »                | Inscrit                | 1970           | Église Saint-Amand de Bascons                                        |
| Monument aux morts                                                   | Bascons                             | Rue du Docteur-Lataste              | 43° 49′ 15″ nord, 0° 25′ 07″ ouest | « PA40000082 »                | Inscrit                | 2014           | Monument aux morts                                                   |
| Église Saint-Jean-Baptiste de Baudignan                              | Baudignan                           |                                     | 44° 05′ 24″ nord, 0° 03′ 06″ est   | « PA40000001 »                | Inscrit                | 1996           | Église Saint-Jean-Baptiste de Baudignan                              |
| Château de Belhade                                                   | Belhade                             |                                     | 44° 22′ 38″ nord, 0° 42′ 02″ ouest | « PA40000034 »                | Inscrit                | 2001           | Château de Belhade                                                   |
| Église Saint-Vincent-de-Xaintes de Belhade                           | Belhade                             |                                     | 44° 22′ 34″ nord, 0° 41′ 06″ ouest | « PA00083927 »                | Inscrit                | 1968           | Église Saint-Vincent-de-Xaintes de Belhade                           |
| Château de Gardera                                                   | Bélus                               | Villenave                           | 43° 35′ 25″ nord, 1° 06′ 20″ ouest | « PA40000002 »                | Inscrit                | 1996           | Image manquante Téléverser                                           |
| Église Saint-Pierre de Beylongue                                     | Beylongue                           |                                     | 43° 55′ 24″ nord, 0° 49′ 46″ ouest | « PA40000003 »                | Inscrit                | 1996           | Église Saint-Pierre de Beylongue                                     |
| Château de Beyries                                                   | Beyries                             |                                     | 43° 33′ 47″ nord, 0° 39′ 07″ ouest | « PA40000035 »                | Inscrit                | 2001           | Château de Beyries                                                   |
| Église Saint-Étienne de Biarrotte                                    | Biarrotte                           |                                     | 43° 33′ 33″ nord, 1° 16′ 27″ ouest | « PA40000069 »                | Inscrit                | 2008           | Église Saint-Étienne de Biarrotte                                    |
| Ancienne vigie de l'hydrobase des Hourtiquets                        | Biscarrosse                         |                                     | 44° 22′ 42″ nord, 1° 12′ 18″ ouest | « PA40000077 »                | Inscrit                | 2012           | Image manquante Téléverser                                           |
| Église Sainte-Marie de Bostens                                       | Bostens                             |                                     | 43° 58′ 19″ nord, 0° 21′ 35″ ouest | « PA00083928 »                | Classé                 | 1916           | Église Sainte-Marie de Bostens                                       |
| Moulin à eau de Barraques                                            | Bostens                             | Moulin Neuf                         | 43° 58′ 32″ nord, 0° 23′ 06″ ouest | « PA40000031 »                | Inscrit                | 2000           | Image manquante Téléverser                                           |
| Église Saint-Candide de Bougue                                       | Bougue                              |                                     | 43° 53′ 22″ nord, 0° 23′ 32″ ouest | « PA40000014 »                | Inscrit                | 1997           | Église Saint-Candide de Bougue                                       |
| Enceinte médiévale de Castets                                        | Bougue                              |                                     | 43° 53′ 32″ nord, 0° 23′ 21″ ouest | « PA40000015 »                | Inscrit                | 1997           | Image manquante Téléverser                                           |
| Église Saint-Jean-Baptiste de Bourdalat                              | Bourdalat                           | Le Bourg                            | 43° 50′ 23″ nord, 0° 12′ 36″ ouest | « PA40000023 »                | Inscrit                | 1998           | Église Saint-Jean-Baptiste de Bourdalat                              |
| Église Saint-Sernin de Brassempouy                                   | Brassempouy                         |                                     | 43° 38′ 04″ nord, 0° 41′ 41″ ouest | « PA00083929 »                | Classé                 | 1939           | Église Saint-Sernin de Brassempouy                                   |
| Grottes du Pouy                                                      | Brassempouy                         | Pouy                                | 43° 37′ 46″ nord, 0° 43′ 07″ ouest | « PA00083930 »                | Classé                 | 1980 2015      | Grottes du Pouy                                                      |
| Anciennes forges de Brocas                                           | Brocas                              | Les Forges                          | 44° 02′ 33″ nord, 0° 32′ 26″ ouest | « PA40000061 »                | Inscrit                | 2006           | Anciennes forges de Brocas                                           |
| Église Saint-Jean-Baptiste de Brocas                                 | Brocas                              |                                     | 44° 02′ 39″ nord, 0° 32′ 13″ ouest | « PA40000079 »                | Inscrit                | 2013           | Église Saint-Jean-Baptiste de Brocas                                 |
| Église Saint-Philippe-et-Saint-Jacques de Buanes                     | Buanes                              |                                     | 43° 42′ 37″ nord, 0° 25′ 18″ ouest | « PA00083931 »                | Inscrit                | 1984           | Église Saint-Philippe-et-Saint-Jacques de Buanes                     |
| Abbaye de Cagnotte                                                   | Cagnotte                            |                                     | 43° 35′ 37″ nord, 1° 03′ 56″ ouest | « PA00083932 »                | Inscrit                | 1970           | Abbaye de Cagnotte                                                   |
| Château de Campet                                                    | Campet-et-Lamolère                  |                                     | 43° 55′ 08″ nord, 0° 37′ 32″ ouest | « PA00083933 »                | Inscrit                | 1987           | Château de Campet                                                    |
| Église Saint-Nicolas de Capbreton                                    | Capbreton                           | Place Saint-Nicolas                 | 43° 38′ 24″ nord, 1° 25′ 50″ ouest | « PA40000032 »                | Inscrit                | 2000           | Église Saint-Nicolas de Capbreton                                    |
| Maison du Rey                                                        | Capbreton                           | Rue Jean-Lartigau                   | 43° 38′ 25″ nord, 1° 25′ 49″ ouest | « PA00083934 »                | Inscrit                | 1978           | Maison du Rey                                                        |
| Église Saint-Bertinet de Sainte-Croix                                | Carcarès-Sainte-Croix               | Sainte-Croix                        | 43° 52′ 07″ nord, 0° 44′ 30″ ouest | « PA40000004 »                | Inscrit                | 1996           | Église Saint-Bertinet de Sainte-Croix                                |
| Église Saint-Jean-Baptiste de Ponson                                 | Carcen-Ponson                       | L'Église                            | 43° 52′ 55″ nord, 0° 48′ 21″ ouest | « PA40000057 »                | Inscrit                | 2005           | Église Saint-Jean-Baptiste de Ponson                                 |
| Monument aux morts                                                   | Castets                             | Rue de l'Église                     | 43° 52′ 57″ nord, 1° 08′ 41″ ouest | « PA40000083 »                | Inscrit                | 2014           | Monument aux morts                                                   |
| Maison de Jean Rameau                                                | Cauneille                           | Pourtaou                            | 43° 34′ 04″ nord, 1° 04′ 42″ ouest | « PA40000028 »                | Inscrit                | 1999           | Image manquante Téléverser                                           |
| Château de Caupenne                                                  | Caupenne                            |                                     | 43° 41′ 01″ nord, 0° 44′ 50″ ouest | « PA40000005 »                | Inscrit                | 1996           | Château de Caupenne                                                  |
| Église Saint-Laurent de Caupenne                                     | Caupenne                            | Saint-Laurent                       | 43° 40′ 14″ nord, 0° 46′ 03″ ouest | « PA40000058 »                | Inscrit                | 2005           | Église Saint-Laurent de Caupenne                                     |
| Église Saint-Martin de Caupenne                                      | Caupenne                            |                                     | 43° 41′ 01″ nord, 0° 44′ 44″ ouest | « PA00083935 »                | Inscrit                | 1970           | Église Saint-Martin de Caupenne                                      |
| Pont métallique sur l'Adour                                          | Cazères-sur-l'Adour                 | R.D. 65                             | 43° 45′ 22″ nord, 0° 19′ 00″ ouest | « PA40000033 »                | Inscrit                | 2000           | Pont métallique sur l'Adour                                          |
| Église Saint-Martin de Commensacq                                    | Commensacq                          |                                     | 44° 12′ 39″ nord, 0° 49′ 23″ ouest | « PA00083936 »                | Inscrit                | 1968           | Église Saint-Martin de Commensacq                                    |
| Arènes de Dax                                                        | Dax                                 |                                     | 43° 42′ 46″ nord, 1° 03′ 00″ ouest | « PA40000080 »                | Inscrit                | 2013           | Arènes de Dax                                                        |
| Atrium Casino                                                        | Dax                                 | 14 rue René-Descartes               | 43° 42′ 39″ nord, 1° 03′ 21″ ouest | « PA00083937 »                | Inscrit                | 2000           | Atrium Casino                                                        |
| Cathédrale Notre-Dame de Dax                                         | Dax                                 |                                     | 43° 42′ 30″ nord, 1° 03′ 11″ ouest | « PA00083938 »                | Classé                 | 1946           | Cathédrale Notre-Dame de Dax                                         |
| Château du Sarrat                                                    | Dax                                 | 12 boulevard du Sarrat              | 43° 42′ 01″ nord, 1° 02′ 58″ ouest | « PA00084025 »                | Inscrit                | 1991           | Château du Sarrat                                                    |
| Enceinte gallo-romaine de Dax                                        | Dax                                 |                                     | 43° 42′ 39″ nord, 1° 03′ 02″ ouest | « PA00083939 »                | Classé                 | 1889           | Enceinte gallo-romaine de Dax                                        |
| Fontaine chaude                                                      | Dax                                 | Place de la Fontaine-chaude         | 43° 42′ 39″ nord, 1° 03′ 10″ ouest | « PA00083940 »                | Inscrit Classé         | 1946 1988      | Fontaine chaude                                                      |
| Hôtel Saint-Martin-d'Agès                                            | Dax                                 | 27, rue Cazade                      | 43° 42′ 34″ nord, 1° 03′ 09″ ouest | « PA00083941 »                | Inscrit                | 1983           | Hôtel Saint-Martin-d'Agès                                            |
| Hôtel Splendid                                                       | Dax                                 | 2 cours de Verdun                   | 43° 42′ 40″ nord, 1° 03′ 17″ ouest | « PA00084027 »                | Inscrit                | 1991           | Hôtel Splendid                                                       |
| Monument aux morts des anciens instituteurs landais                  | Dax                                 | 8, rue Sainte-Ursule                | 43° 42′ 41″ nord, 1° 03′ 07″ ouest | « PA40000091 »                | Inscrit                | 2015           | Monument aux morts des anciens instituteurs landais                  |
| Temple gallo-romain de Dax                                           | Dax                                 | 24, 26, 28, 30, rue Cazade          | 43° 42′ 35″ nord, 1° 03′ 08″ ouest | « PA00083942 »                | Inscrit                | 1980           | Temple gallo-romain de Dax                                           |
| Église Saint-Jean-Baptiste d'Aulès                                   | Doazit                              | Aulès                               | 43° 41′ 29″ nord, 0° 38′ 47″ ouest | « PA00083943 »                | Classé                 | 2004           | Église Saint-Jean-Baptiste d'Aulès                                   |
| Château de Bachen                                                    | Duhort-Bachen                       |                                     | 43° 43′ 08″ nord, 0° 18′ 06″ ouest | « PA00132532 »                | Inscrit                | 1994           | Château de Bachen                                                    |
| Château du Lau                                                       | Duhort-Bachen                       |                                     | 43° 43′ 35″ nord, 0° 20′ 27″ ouest | « PA00084030 »                | Inscrit Classé         | 1992 1997      | Château du Lau                                                       |
| Château du Souilh                                                    | Duhort-Bachen                       |                                     | 43° 43′ 18″ nord, 0° 19′ 43″ ouest | « PA00084032 »                | Inscrit                | 1992           | Image manquante Téléverser                                           |
| Château de Caumale                                                   | Escalans                            |                                     | 43° 59′ 00″ nord, 0° 02′ 01″ est   | « PA40000041 »                | Inscrit                | 2002           | Château de Caumale                                                   |
| Église Saint-Jean-Baptiste d'Escalans                                | Escalans                            |                                     | 43° 58′ 42″ nord, 0° 02′ 30″ est   | « PA00083944 »                | Inscrit                | 1973           | Église Saint-Jean-Baptiste d'Escalans                                |
| Maison forte de Tampouy                                              | Le Frêche                           | Tampouy                             | 43° 54′ 40″ nord, 0° 15′ 55″ ouest | « PA40000072 »                | Inscrit                | 2009           | Maison forte de Tampouy                                              |
| Maison                                                               | Gabarret                            | 111 rue d'Armagnac                  | 43° 59′ 06″ nord, 0° 00′ 38″ est   | « PA00083945 »                | Inscrit                | 1977           | Image manquante Téléverser                                           |
| Église Notre-Dame de Garein                                          | Garein                              |                                     | 44° 02′ 45″ nord, 0° 39′ 01″ ouest | « PA00083946 »                | Inscrit                | 1968           | Église Notre-Dame de Garein                                          |
| Château de Gaujacq                                                   | Gaujacq                             |                                     | 43° 37′ 58″ nord, 0° 45′ 35″ ouest | « PA00083947 »                | Classé Inscrit         | 2002 2019      | Château de Gaujacq                                                   |
| Église Saint-Jean-Baptiste de Geaune                                 | Geaune                              |                                     | 43° 38′ 28″ nord, 0° 22′ 37″ ouest | « PA00083948 »                | Classé Inscrit         | 1973           | Église Saint-Jean-Baptiste de Geaune                                 |
| Tour des Augustins                                                   | Geaune                              |                                     | 43° 38′ 25″ nord, 0° 22′ 48″ ouest | « PA00083949 »                | Classé                 | 1909           | Tour des Augustins                                                   |
| Église Saint-Médard de Geloux                                        | Geloux                              |                                     | 43° 58′ 52″ nord, 0° 38′ 21″ ouest | « PA00083950 »                | Inscrit                | 1968           | Église Saint-Médard de Geloux                                        |
| Église Saint-Pierre-et-Saint-Paul de Grenade-sur-l'Adour             | Grenade-sur-l'Adour                 | Le Bourg 55 rue René-Vielle         | 43° 46′ 22″ nord, 0° 25′ 40″ ouest | « PA40000055 »                | Inscrit                | 2004           | Église Saint-Pierre-et-Saint-Paul de Grenade-sur-l'Adour             |
| Crypte de Saint-Girons                                               | Hagetmau                            |                                     | 43° 39′ 36″ nord, 0° 36′ 07″ ouest | « PA00083951 »                | Classé                 | 1862           | Crypte de Saint-Girons                                               |
| Abbaye d'Arthous                                                     | Hastingues                          |                                     | 43° 31′ 38″ nord, 1° 07′ 18″ ouest | « PA00083954 »                | Classé                 | 1955 1969      | Abbaye d'Arthous                                                     |
| Maison des Jurats                                                    | Hastingues                          |                                     | 43° 32′ 03″ nord, 1° 08′ 56″ ouest | « PA40000075 »                | Inscrit                | 2010           | Maison des Jurats                                                    |
| Maison du Sénéchal                                                   | Hastingues                          | Grand'Rue                           | 43° 32′ 02″ nord, 1° 09′ 00″ ouest | « PA00083952 »                | Inscrit                | 1937           | Maison du Sénéchal                                                   |
| Porte de ville                                                       | Hastingues                          | Rue Principale                      | 43° 32′ 01″ nord, 1° 09′ 03″ ouest | « PA00083953 »                | Inscrit                | 1941           | Porte de ville                                                       |
| Château de Castéra                                                   | Hinx                                |                                     | 43° 42′ 24″ nord, 0° 55′ 48″ ouest | « PA40000016 »                | Inscrit                | 1997           | Image manquante Téléverser                                           |
| Château d'Aon                                                        | Hontanx                             |                                     | 43° 49′ 28″ nord, 0° 16′ 15″ ouest | « PA00083955 »                | Inscrit                | 2019           | Château d'Aon                                                        |
| Église Saint-Martin de Hontanx                                       | Hontanx                             |                                     | 43° 49′ 29″ nord, 0° 16′ 22″ ouest | « PA00083956 »                | Inscrit                | 1962           | Église Saint-Martin de Hontanx                                       |
| Église Saint-Martin d'Horsarrieu                                     | Horsarrieu                          |                                     | 43° 41′ 01″ nord, 0° 35′ 51″ ouest | « PA00083957 »                | Inscrit                | 1939           | Église Saint-Martin d'Horsarrieu                                     |
| Château du Prada                                                     | Labastide-d'Armagnac                |                                     | 43° 58′ 06″ nord, 0° 11′ 07″ ouest | « PA00083959 »                | Inscrit                | 1984           | Château du Prada                                                     |
| Église Notre-Dame des Cyclistes                                      | Labastide-d'Armagnac                | Quartier de Geou                    | 43° 47′ 18″ nord, 0° 09′ 43″ ouest | « PA40000006 »                | Inscrit                | 1996           | Église Notre-Dame des Cyclistes                                      |
| Église Notre-Dame de Labastide-d'Armagnac                            | Labastide-d'Armagnac                |                                     | 43° 58′ 10″ nord, 0° 11′ 07″ ouest | « PA00083960 »                | Inscrit                | 1970           | Église Notre-Dame de Labastide-d'Armagnac                            |
| Monument aux morts                                                   | Labenne                             | Rue des Écoles                      | 43° 35′ 43″ nord, 1° 25′ 35″ ouest | « PA40000084 » « IA40000940 » | Inscrit                | 2014           | Monument aux morts                                                   |
| Château de Labrit                                                    | Labrit                              | Albret                              | 44° 05′ 52″ nord, 0° 32′ 29″ ouest | « PA00083961 »                | Inscrit Classé         | 1988 1990      | Château de Labrit                                                    |
| Monument aux morts                                                   | Labrit                              | Place de l'Église                   | 44° 06′ 16″ nord, 0° 32′ 37″ ouest | « PA40000085 »                | Inscrit                | 2014           | Monument aux morts                                                   |
| Église Saint-Pierre de Lagrange                                      | Lagrange                            |                                     | 43° 58′ 22″ nord, 0° 06′ 00″ ouest | « PA40000007 »                | Inscrit                | 1996           | Église Saint-Pierre de Lagrange                                      |
| Église Saint-Jean-Baptiste de Larbey                                 | Larbey                              |                                     | 43° 42′ 12″ nord, 0° 43′ 06″ ouest | « PA00083962 »                | Inscrit                | 1970           | Église Saint-Jean-Baptiste de Larbey                                 |
| Mégalithe de Guillay                                                 | Larrivière-Saint-Savin              | Le Guillay                          | 43° 43′ 41″ nord, 0° 24′ 19″ ouest | « PA00083963 »                | Classé                 | 1978           | Mégalithe de Guillay                                                 |
| Église Saint-Jacques de Laurède                                      | Laurède                             | Rue des Arènes                      | 43° 45′ 22″ nord, 0° 47′ 23″ ouest | « PA40000056 »                | Inscrit                | 2004           | Église Saint-Jacques de Laurède                                      |
| Maison Peyne                                                         | Laurède                             | 111 route de la Chênaie             | 43° 45′ 27″ nord, 0° 47′ 36″ ouest | « PA00083964 »                | Inscrit                | 1987           | Maison Peyne                                                         |
| Église Saint-Jean-l'Evangéliste de Lencouacq                         | Lencouacq                           |                                     | 44° 05′ 58″ nord, 0° 24′ 21″ ouest | « PA40000092 »                | Inscrit                | 2015           | Église Saint-Jean-l'Evangéliste de Lencouacq                         |
| Église Saint-Pierre de Lesgor                                        | Lesgor                              |                                     | 43° 51′ 10″ nord, 0° 53′ 57″ ouest | « PA00083965 »                | Inscrit                | 1970           | Église Saint-Pierre de Lesgor                                        |
| Église Saint-Hilaire de Lesperon                                     | Lesperon                            | Rue de l'Église                     | 43° 58′ 10″ nord, 1° 05′ 36″ ouest | « PA00083966 »                | Inscrit                | 1970           | Église Saint-Hilaire de Lesperon                                     |
| Église Saint-Martin de Lévignacq                                     | Lévignacq                           |                                     | 44° 00′ 16″ nord, 1° 10′ 05″ ouest | « PA00083967 »                | Classé                 | 2001           | Église Saint-Martin de Lévignacq                                     |
| Église Saint-Georges de Lussolle                                     | Losse                               |                                     | 44° 05′ 45″ nord, 0° 09′ 23″ ouest | « PA40000093 »                | Inscrit                | 2015           | Église Saint-Georges de Lussolle                                     |
| Atelier des produits résineux de Luxey                               | Luxey                               | Les Nasses Le Bourg                 | 44° 15′ 47″ nord, 0° 31′ 03″ ouest | « PA00084023 »                | Inscrit                | 1990           | Atelier des produits résineux de Luxey                               |
| Église Notre-Dame de Magescq                                         | Magescq                             | Place de l'Église                   | 43° 46′ 52″ nord, 1° 12′ 58″ ouest | « PA00083968 »                | Inscrit                | 1969           | Église Notre-Dame de Magescq                                         |
| Château de Briat                                                     | Mauvezin-d'Armagnac                 |                                     | 43° 57′ 35″ nord, 0° 07′ 14″ ouest | « PA00084024 »                | Inscrit                | 1990           | Image manquante Téléverser                                           |
| Ancienne église Notre-Dame de Maylis                                 | Maylis                              |                                     | 43° 41′ 47″ nord, 0° 40′ 50″ ouest | « PA00083969 »                | Inscrit                | 1976           | Ancienne église Notre-Dame de Maylis                                 |
| Église Notre-Dame-de-l'Assomption de Beaussiet                       | Mazerolles                          |                                     | 43° 53′ 32″ nord, 0° 25′ 44″ ouest | « PA00083970 »                | Inscrit                | 1982           | Église Notre-Dame-de-l'Assomption de Beaussiet                       |
| Église Saint-Jean-Baptiste de Mézos                                  | Mézos                               |                                     | 44° 04′ 35″ nord, 1° 10′ 03″ ouest | « PA00083971 »                | Inscrit                | 1969           | Église Saint-Jean-Baptiste de Mézos                                  |
| Bornes de sauveté de Mimizan                                         | Mimizan                             |                                     | 44° 12′ 34″ nord, 1° 14′ 28″ ouest | « PA00083972 »                | Inscrit                | 1941           | Bornes de sauveté de Mimizan                                         |
| Clocher-porche de Mimizan                                            | Mimizan                             | Le Bourg-Ouest                      | 44° 12′ 14″ nord, 1° 14′ 10″ ouest | « PA00083973 »                | Classé                 | 1990           | Clocher-porche de Mimizan                                            |
| Église Saint-Jacques de Sensacq                                      | Miramont-Sensacq                    | Sensacq                             | 43° 35′ 45″ nord, 0° 19′ 39″ ouest | « PA40000017 »                | Inscrit                | 1997           | Église Saint-Jacques de Sensacq                                      |
| Monument aux morts                                                   | Misson                              | Place de l'Église                   | 43° 35′ 15″ nord, 0° 57′ 42″ ouest | « PA40000086 »                | Inscrit                | 2014           | Image manquante Téléverser                                           |
| Église Sainte-Catherine de Montaut                                   | Montaut                             |                                     | 43° 44′ 26″ nord, 0° 39′ 34″ ouest | « PA00083984 »                | Inscrit                | 1970           | Église Sainte-Catherine de Montaut                                   |
| Église Saint-Pierre de Brocas                                        | Montaut                             |                                     | 43° 43′ 07″ nord, 0° 40′ 21″ ouest | « PA00083985 »                | Classé                 | 1934           | Église Saint-Pierre de Brocas                                        |
| Église Saint-Laurent de Montégut                                     | Montégut                            |                                     | 43° 52′ 30″ nord, 0° 11′ 55″ ouest | « PA40000037 »                | Inscrit                | 2001           | Église Saint-Laurent de Montégut                                     |
| Maison du Gouverneur                                                 | Montégut                            |                                     | 43° 52′ 32″ nord, 0° 11′ 57″ ouest | « PA40000038 »                | Inscrit                | 2001           | Maison du Gouverneur                                                 |
| Église Saint-Pierre de Montfort-en-Chalosse                          | Montfort-en-Chalosse                |                                     | 43° 42′ 24″ nord, 0° 50′ 21″ ouest | « PA00083986 »                | Inscrit                | 1970           | Église Saint-Pierre de Montfort-en-Chalosse                          |
| Ancienne chapelle romane                                             | Mont-de-Marsan                      | Place Pujolin                       | 43° 53′ 33″ nord, 0° 29′ 56″ ouest | « PA00083974 »                | Inscrit                | 1942           | Ancienne chapelle romane                                             |
| Donjon Lacataye                                                      | Mont-de-Marsan                      | Place Pujolin                       | 43° 53′ 32″ nord, 0° 29′ 56″ ouest | « PA00083975 »                | Inscrit                | 1942           | Donjon Lacataye                                                      |
| Église de la Madeleine                                               | Mont-de-Marsan                      | Grande-Rue                          | 43° 53′ 35″ nord, 0° 30′ 02″ ouest | « PA00083976 »                | Inscrit                | 1975           | Église de la Madeleine                                               |
| Église Saint-Vincent-de-Paul                                         | Mont-de-Marsan                      |                                     | 43° 54′ 05″ nord, 0° 29′ 00″ ouest | « PA40000065 »                | Inscrit                | 2007           | Église Saint-Vincent-de-Paul                                         |
| Gendarmerie de Mont-de-Marsan                                        | Mont-de-Marsan                      | 4, rue du Huit-Mai-1945             | 43° 53′ 37″ nord, 0° 30′ 07″ ouest | « PA00083977 »                | Inscrit                | 1984           | Gendarmerie de Mont-de-Marsan                                        |
| Maison d'arrêt de Mont-de-Marsan                                     | Mont-de-Marsan                      | 4, rue Armand-Dulamon               | 43° 53′ 35″ nord, 0° 30′ 06″ ouest | « PA00083981 »                | Inscrit Classé Inscrit | 1987 1990 2010 | Maison d'arrêt de Mont-de-Marsan                                     |
| Maison Dupeyré                                                       | Mont-de-Marsan                      | 46, rue Armand-Dulamon              | 43° 53′ 33″ nord, 0° 30′ 14″ ouest | « PA40000049 »                | Inscrit                | 2003           | Maison Dupeyré                                                       |
| Maison forte romane                                                  | Mont-de-Marsan                      | Rue Lacataye Rue Gaston Phoebus     | 43° 53′ 33″ nord, 0° 29′ 59″ ouest | « PA00083979 »                | Inscrit                | 1942           | Maison forte romane                                                  |
| Maison forte romane                                                  | Mont-de-Marsan                      | Rue Maubec                          | 43° 53′ 37″ nord, 0° 30′ 02″ ouest | « PA00083980 »                | Inscrit                | 1929           | Maison forte romane                                                  |
| Préfecture des Landes                                                | Mont-de-Marsan                      |                                     | 43° 53′ 36″ nord, 0° 29′ 59″ ouest | « PA00083978 »                | Inscrit                | 1975 2013      | Préfecture des Landes                                                |
| Remparts de Mont-de-Marsan et Maison de l'éclusier de Mont-de-Marsan | Mont-de-Marsan                      | Rue Victor-Hugo                     | 43° 53′ 34″ nord, 0° 29′ 53″ ouest | « PA00083982 »                | Inscrit                | 1942           | Remparts de Mont-de-Marsan et Maison de l'éclusier de Mont-de-Marsan |
| Rotonde de la Vignotte                                               | Mont-de-Marsan                      | 2ter, Boulevard Ferdinand-de-Candau | 43° 53′ 29″ nord, 0° 30′ 13″ ouest | « PA00083983 »                | Inscrit                | 1986           | Rotonde de la Vignotte                                               |
| Église Notre-Dame de Moustey                                         | Moustey                             |                                     | 44° 21′ 36″ nord, 0° 45′ 38″ ouest | « PA00083987 »                | Inscrit                | 1973           | Église Notre-Dame de Moustey                                         |
| Église Saint-Martin de Moustey                                       | Moustey                             |                                     | 44° 21′ 36″ nord, 0° 45′ 38″ ouest | « PA00083988 »                | Inscrit                | 1973           | Église Saint-Martin de Moustey                                       |
| Église Saint-Pierre-ès-Liens de Biganon                              | Moustey                             | Biganon                             | 44° 24′ 45″ nord, 0° 45′ 14″ ouest | « PA40000018 »                | Inscrit                | 1997           | Église Saint-Pierre-ès-Liens de Biganon                              |
| Église Saint-Pierre de Nerbis                                        | Nerbis                              |                                     | 43° 45′ 13″ nord, 0° 44′ 08″ ouest | « PA00083989 »                | Classé                 | 2003           | Église Saint-Pierre de Nerbis                                        |
| Maison Bastiat                                                       | Nousse                              |                                     | 43° 43′ 01″ nord, 0° 49′ 28″ ouest | « PA00083990 »                | Inscrit                | 1987           | Maison Bastiat                                                       |
| Église Saint-Pierre d'Oeyreluy                                       | Oeyreluy                            | Rue du Bourg                        | 43° 40′ 20″ nord, 1° 04′ 45″ ouest | « PA00083991 »                | Inscrit                | 1926           | Église Saint-Pierre d'Oeyreluy                                       |
| Monument aux morts d'Onesse-et-Laharie                               | Onesse-et-Laharie                   |                                     | 44° 03′ 57″ nord, 1° 04′ 13″ ouest | « PA40000059 »                | Inscrit                | 2005           | Monument aux morts d'Onesse-et-Laharie                               |
| Église Saint-Martin d'Orx                                            | Orx                                 |                                     | 43° 36′ 11″ nord, 1° 22′ 10″ ouest | « PA00083992 »                | Inscrit                | 1972           | Église Saint-Martin d'Orx                                            |
| Église Saint-Jean-Baptiste de Suzan                                  | Ousse-Suzan                         | Suzan                               | 43° 56′ 50″ nord, 0° 43′ 31″ ouest | « PA00135180 »                | Inscrit                | 1996           | Église Saint-Jean-Baptiste de Suzan                                  |
| Château de Lacaze                                                    | Parleboscq                          |                                     | 43° 56′ 35″ nord, 0° 02′ 03″ est   | « PA00084031 »                | Inscrit                | 1992           | Image manquante Téléverser                                           |
| Église Notre-Dame de Mauras                                          | Parleboscq                          | Mauras                              | 43° 54′ 57″ nord, 0° 04′ 28″ est   | « PA40000026 »                | Inscrit                | 1998           | Image manquante Téléverser                                           |
| Église Notre-Dame de Sarran                                          | Parleboscq                          |                                     | 43° 56′ 46″ nord, 0° 02′ 18″ est   | « PA00083994 »                | Inscrit                | 1973           | Église Notre-Dame de Sarran                                          |
| Église Saint-André de Bouau                                          | Parleboscq                          | Bouau                               | 43° 55′ 48″ nord, 0° 03′ 53″ est   | « PA40000024 »                | Inscrit                | 1998           | Image manquante Téléverser                                           |
| Église Saint-Cricq de Parleboscq                                     | Parleboscq                          |                                     | 43° 56′ 29″ nord, 0° 00′ 24″ est   | « PA00083993 »                | Inscrit                | 1973           | Image manquante Téléverser                                           |
| Église Saint-Martin d'Espérous                                       | Parleboscq                          | Espérous                            | 43° 58′ 08″ nord, 0° 02′ 28″ est   | « PA40000025 »                | Inscrit                | 1998           | Église Saint-Martin d'Espérous                                       |
| Moulin à vent de Parleboscq                                          | Parleboscq                          | D 37                                | 43° 55′ 01″ nord, 0° 01′ 11″ est   | « PA00083995 »                | Inscrit                | 1977           | Image manquante Téléverser                                           |
| Château de Ravignan                                                  | Perquie                             |                                     | 43° 52′ 32″ nord, 0° 17′ 00″ ouest | « PA00083996 »                | Inscrit                | 1948           | Château de Ravignan                                                  |
| Église Saint-Martin-de-Gaube de Perquie                              | Perquie                             | Château de Gaube                    | 43° 51′ 24″ nord, 0° 13′ 45″ ouest | « PA40000046 »                | Inscrit                | 2003           | Église Saint-Martin-de-Gaube de Perquie                              |
| Monument aux morts                                                   | Perquie                             | Château de Gaube                    | 43° 52′ 37″ nord, 0° 17′ 02″ ouest | « PA40000087 »                | Inscrit                | 2014           | Image manquante Téléverser                                           |
| Château de Montréal                                                  | Peyrehorade                         |                                     | 43° 32′ 38″ nord, 1° 06′ 15″ ouest | « PA00083997 »                | Inscrit                | 1947 2012      | Château de Montréal                                                  |
| Premier cimetière juif de Peyrehorade                                | Peyrehorade                         | Rue des Chapons                     | 43° 32′ 51″ nord, 1° 06′ 34″ ouest | « PA00135181 »                | Inscrit                | 1995           | Image manquante Téléverser                                           |
| Second cimetière juif de Peyrehorade                                 | Peyrehorade                         | 112 rue des Chapons                 | 43° 32′ 49″ nord, 1° 06′ 30″ ouest | « PA00135182 »                | Inscrit                | 1995           | Image manquante Téléverser                                           |
| Troisième cimetière juif de Peyrehorade                              | Peyrehorade                         | Chemin de Lapuyade                  | 43° 32′ 58″ nord, 1° 06′ 44″ ouest | « PA00135183 »                | Inscrit                | 1995           | Image manquante Téléverser                                           |
| Monument aux morts                                                   | Peyrehorade                         | Place Aristide-Briand               | 43° 32′ 43″ nord, 1° 06′ 14″ ouest | « PA40000088 »                | Inscrit                | 2014           | Monument aux morts                                                   |
| Collégiale Saint-Barthélemy de Pimbo                                 | Pimbo                               | Le Bourg                            | 43° 34′ 29″ nord, 0° 22′ 31″ ouest | « PA00083998 »                | Inscrit                | 1998           | Collégiale Saint-Barthélemy de Pimbo                                 |
| Église Saint-Jean-Baptiste de Richet                                 | Pissos                              |                                     | 44° 20′ 23″ nord, 0° 45′ 07″ ouest | « PA00084002 »                | Inscrit                | 1968           | Église Saint-Jean-Baptiste de Richet                                 |
| Église Sainte-Madeleine de Port-de-Lanne                             | Port-de-Lanne                       |                                     | 43° 33′ 57″ nord, 1° 10′ 40″ ouest | « PA00083999 »                | Inscrit                | 1976           | Église Sainte-Madeleine de Port-de-Lanne                             |
| Église Saint-Martin de Pouillon                                      | Pouillon                            | Place de l'Église                   | 43° 36′ 19″ nord, 0° 59′ 48″ ouest | « PA40000008 »                | Inscrit                | 1996           | Église Saint-Martin de Pouillon                                      |
| Site protohistorique des Treize Pouys                                | Pouydesseaux Également sur Sarbazan |                                     | 43° 59′ 16″ nord, 0° 18′ 34″ ouest | « PA40000019 »                | Inscrit                | 1997           | Image manquante Téléverser                                           |
| Château de Poyanne                                                   | Poyanne                             |                                     | 43° 45′ 26″ nord, 0° 48′ 53″ ouest | « PA00084000 »                | Classé                 | 1957           | Château de Poyanne                                                   |
| Église Saint-Barthélemy de Poyartin                                  | Poyartin                            |                                     | 43° 41′ 09″ nord, 0° 52′ 02″ ouest | « PA40000027 »                | Inscrit                | 1998           | Église Saint-Barthélemy de Poyartin                                  |
| Église Saint-Pierre de Renung                                        | Renung                              | L'Église                            | 43° 44′ 48″ nord, 0° 21′ 17″ ouest | « PA40000042 »                | Inscrit                | 2002           | Église Saint-Pierre de Renung                                        |
| Chapelle de Lugaut                                                   | Retjons                             |                                     | 44° 05′ 53″ nord, 0° 15′ 43″ ouest | « PA00084001 »                | Classé                 | 1964           | Chapelle de Lugaut                                                   |
| Église Saint-Luperc de Rimbez                                        | Rimbez-et-Baudiets                  | Le Bourg                            | 44° 03′ 04″ nord, 0° 03′ 17″ est   | « PA40000045 »                | Inscrit                | 2002           | Église Saint-Luperc de Rimbez                                        |
| Arènes des Pins                                                      | Roquefort                           | Place des Arènes                    | 44° 01′ 59″ nord, 0° 19′ 00″ ouest | « PA40000064 »                | Inscrit                | 2007           | Image manquante Téléverser                                           |
| Chapelle Saint-Joseph de Roquefort                                   | Roquefort                           | 114 rue Hubert Croharé              | 44° 02′ 03″ nord, 0° 19′ 24″ ouest | « PA00135184 »                | Inscrit                | 1995           | Chapelle Saint-Joseph de Roquefort                                   |
| Église Sainte-Marie de Roquefort                                     | Roquefort                           |                                     | 44° 02′ 03″ nord, 0° 19′ 23″ ouest | « PA00135184 »                | Inscrit Classé         | 1995 1996      | Église Sainte-Marie de Roquefort                                     |
| Église Saint-Michel de Sabres                                        | Sabres                              |                                     | 44° 08′ 53″ nord, 0° 44′ 26″ ouest | « PA00084003 »                | Classé Inscrit         | 1942 1991      | Église Saint-Michel de Sabres                                        |
| Château de Poyaller                                                  | Saint-Aubin                         | Poyaller                            | 43° 43′ 01″ nord, 0° 44′ 05″ ouest | « PA40000009 »                | Inscrit                | 1996           | Château de Poyaller                                                  |
| Église Saint-Aubin de Saint-Aubin                                    | Saint-Aubin                         |                                     | 43° 42′ 38″ nord, 0° 41′ 46″ ouest | « PA40000067 »                | Inscrit                | 2007           | Église Saint-Aubin de Saint-Aubin                                    |
| Église Saint-Avit de Saint-Avit                                      | Saint-Avit                          | Avenue Francis Planté               | 43° 56′ 30″ nord, 0° 26′ 51″ ouest | « PA40000010 »                | Inscrit                | 1996           | Église Saint-Avit de Saint-Avit                                      |
| Église Notre-Dame de Sainte-Marie-de-Gosse                           | Sainte-Marie-de-Gosse               | Le Bourg                            | 43° 33′ 24″ nord, 1° 14′ 18″ ouest | « PA40000030 »                | Inscrit                | 1999           | Église Notre-Dame de Sainte-Marie-de-Gosse                           |
| Église Saint-Étienne de Saint-Étienne-d'Orthe                        | Saint-Étienne-d'Orthe               | Route de Paloumet                   | 43° 35′ 19″ nord, 1° 10′ 40″ ouest | « PA40000070 »                | Inscrit                | 2008           | Église Saint-Étienne de Saint-Étienne-d'Orthe                        |
| Église Saint-Georges de Saint-Geours-de-Maremne                      | Saint-Geours-de-Maremne             | Route de Bordeaux                   | 43° 41′ 16″ nord, 1° 13′ 44″ ouest | « PA00084004 »                | Inscrit                | 1969           | Église Saint-Georges de Saint-Geours-de-Maremne                      |
| Église Saint-Jean-Baptiste de Saint-Jean-de-Marsacq                  | Saint-Jean-de-Marsacq               | Route du Cricq                      | 43° 37′ 27″ nord, 1° 15′ 28″ ouest | « PA00084005 »                | Inscrit                | 1969           | Église Saint-Jean-Baptiste de Saint-Jean-de-Marsacq                  |
| Église et ancienne motte castrale                                    | Saint-Julien-d'Armagnac             |                                     | 44° 58′ 58″ nord, 0° 07′ 45″ ouest | « PA40000094 »                | Inscrit                | 2016           | Église et ancienne motte castrale                                    |
| Phare de Contis                                                      | Saint-Julien-en-Born                |                                     | 44° 05′ 37″ nord, 1° 19′ 00″ ouest | « PA40000073 »                | Inscrit                | 2009           | Phare de Contis                                                      |
| Château de Fondat                                                    | Saint-Justin                        |                                     | 43° 59′ 05″ nord, 0° 12′ 00″ ouest | « PA40000029 »                | Inscrit                | 1999           | Château de Fondat                                                    |
| Église d'Argelouse de Saint-Justin                                   | Saint-Justin                        |                                     | 43° 59′ 05″ nord, 0° 11′ 57″ ouest | « PA00084006 »                | Inscrit                | 1973           | Église d'Argelouse de Saint-Justin                                   |
| Église Saint-Martin de Noët                                          | Saint-Justin                        |                                     | 44° 00′ 43″ nord, 0° 15′ 55″ ouest | « PA00135185 »                | Inscrit                | 1995           | Église Saint-Martin de Noët                                          |
| Église Saint-Sernin de Douzevielle                                   | Saint-Justin                        |                                     | 43° 59′ 28″ nord, 0° 16′ 02″ ouest | « PA00135186 »                | Inscrit                | 1995           | Église Saint-Sernin de Douzevielle                                   |
| Château de Montpellier-sur-Adour                                     | Saint-Laurent-de-Gosse              | Route de l'Océan                    | 43° 30′ 11″ nord, 1° 17′ 58″ ouest | « PA00084026 »                | Inscrit                | 1991           | Château de Montpellier-sur-Adour                                     |
| Tour de Maubourguet                                                  | Saint-Loubouer                      | Rue de la Mairie                    | 43° 40′ 35″ nord, 0° 25′ 13″ ouest | « PA00084007 »                | Inscrit                | 1935           | Tour de Maubourguet                                                  |
| Église Saint-Martin de Saint-Martin-de-Hinx                          | Saint-Martin-de-Hinx                | Rue de Maremne                      | 43° 34′ 58″ nord, 1° 15′ 54″ ouest | « PA00084008 »                | Classé                 | 1969           | Église Saint-Martin de Saint-Martin-de-Hinx                          |
| Château de Saint-Martin                                              | Saint-Martin-de-Seignanx            |                                     | 43° 32′ 51″ nord, 1° 23′ 21″ ouest | « PA00132750 »                | Inscrit                | 1994           | Château de Saint-Martin                                              |
| Villa Saint-Jean                                                     | Saint-Martin-de-Seignanx            |                                     | 43° 30′ 14″ nord, 1° 20′ 12″ ouest | « PA40000066 »                | Inscrit                | 2007           | Villa Saint-Jean                                                     |
| Château des Évêques                                                  | Saint-Pandelon                      | 305 rue du Château                  | 43° 40′ 27″ nord, 1° 02′ 14″ ouest | « PA00084009 »                | Inscrit                | 1973           | Image manquante Téléverser                                           |
| Église Saint-Paul de Saint-Paul-lès-Dax                              | Saint-Paul-lès-Dax                  |                                     | 43° 43′ 20″ nord, 1° 03′ 17″ ouest | « PA00084010 »                | Classé                 | 1862           | Église Saint-Paul de Saint-Paul-lès-Dax                              |
| Église Saint-Pierre de Saint-Pierre-du-Mont                          | Saint-Pierre-du-Mont                |                                     | 43° 52′ 58″ nord, 0° 31′ 12″ ouest | « PA00084011 »                | Classé                 | 1969           | Église Saint-Pierre de Saint-Pierre-du-Mont                          |
| Abbaye de Saint-Sever                                                | Saint-Sever                         |                                     | 43° 45′ 35″ nord, 0° 34′ 27″ ouest | « PA00132533 »                | Inscrit Classé         | 1994 1996 1997 | Abbaye de Saint-Sever                                                |
| Abbatiale de Saint-Sever                                             | Saint-Sever                         |                                     | 43° 45′ 35″ nord, 0° 34′ 27″ ouest | « PA00084013 »                | Classé                 | 1911           | Abbatiale de Saint-Sever                                             |
| Couvent des Jacobins                                                 | Saint-Sever                         |                                     | 43° 45′ 30″ nord, 0° 34′ 17″ ouest | « PA00084012 »                | Classé Inscrit         | 1971           | Couvent des Jacobins                                                 |
| Hôtel de Bourrouilhan                                                | Saint-Sever                         |                                     | 43° 45′ 29″ nord, 0° 34′ 19″ ouest | « PA40000095 »                | Inscrit                | 2018           | Image manquante Téléverser                                           |
| Maison                                                               | Saint-Sever                         | 8, place du Tour-du-Sol             | 43° 45′ 34″ nord, 0° 34′ 29″ ouest | « PA00084014 »                | Inscrit                | 1970           | Maison                                                               |
| Maison du Docteur Sentex                                             | Saint-Sever                         | 9, place de Verdun                  | 43° 45′ 33″ nord, 0° 34′ 22″ ouest | « PA40000054 »                | Inscrit                | 2004           | Maison du Docteur Sentex                                             |
| Église Saint-Jacques-le-Majeur de Saint-Yaguen                       | Saint-Yaguen                        |                                     | 43° 53′ 22″ nord, 0° 44′ 27″ ouest | « PA00084015 »                | Inscrit                | 2004           | Église Saint-Jacques-le-Majeur de Saint-Yaguen                       |
| Église Saint-Pierre de Sarbazan                                      | Sarbazan                            |                                     | 44° 01′ 07″ nord, 0° 18′ 41″ ouest | « PA40000011 »                | Classé                 | 1997           | Église Saint-Pierre de Sarbazan                                      |
| Site protohistorique des Treize Pouys                                | Sarbazan Également sur Pouydesseaux |                                     | 43° 59′ 16″ nord, 0° 18′ 34″ ouest | « PA40000020 »                | Inscrit                | 1997           | Image manquante Téléverser                                           |
| Église Saint-Jean-Baptiste de Saubusse                               | Saubusse                            |                                     | 43° 39′ 24″ nord, 1° 11′ 14″ ouest | « PA00084016 »                | Inscrit                | 1966           | Église Saint-Jean-Baptiste de Saubusse                               |
| Château de Lasalle                                                   | Siest                               |                                     | 43° 38′ 55″ nord, 1° 07′ 42″ ouest | « PA40000078 »                | Inscrit                | 2012           | Image manquante Téléverser                                           |
| Église Saint-Jean-Baptiste de Siest                                  | Siest                               | D 72                                | 43° 38′ 57″ nord, 1° 07′ 36″ ouest | « PA40000071 »                | Inscrit                | 2008           | Image manquante Téléverser                                           |
| Ferme de Pouy                                                        | Solférino                           |                                     | 44° 08′ 35″ nord, 0° 54′ 27″ ouest | « PA40000076 »                | Inscrit                | 2010           | Ferme de Pouy                                                        |
| Sporting Casino                                                      | Soorts-Hossegor                     | 119, avenue Maurice-Martin          | 43° 39′ 38″ nord, 1° 26′ 06″ ouest | « PA00084028 »                | Inscrit                | 1991           | Sporting Casino                                                      |
| Abbaye Saint-Jean de Sorde                                           | Sorde-l'Abbaye                      |                                     | 43° 31′ 44″ nord, 1° 03′ 17″ ouest | « PA00132534 »                | Classé                 | 1909 2008      | Abbaye Saint-Jean de Sorde                                           |
| Grotte Duruthy                                                       | Sorde-l'Abbaye                      | Bordes de Haut                      | 43° 30′ 58″ nord, 1° 01′ 37″ ouest | « PA00084018 »                | Classé                 | 1962           | Grotte Duruthy                                                       |
| Villa gallo-romaine de Barat de Vin                                  | Sorde-l'Abbaye                      | Route de Salies                     | 43° 31′ 05″ nord, 1° 02′ 02″ ouest | « PA40000021 »                | Inscrit                | 1997           | Image manquante Téléverser                                           |
| Église Saint-Jean-Baptiste de Sore                                   | Sore                                | Place de la République              | 44° 19′ 21″ nord, 0° 34′ 51″ ouest | « PA00084033 »                | Inscrit                | 1992           | Église Saint-Jean-Baptiste de Sore                                   |
| Porte des Anglais                                                    | Sore                                |                                     | 44° 19′ 50″ nord, 0° 35′ 17″ ouest | « PA00084034 »                | Inscrit                | 1992           | Porte des Anglais                                                    |
| Église Notre-Dame de Goudosse                                        | Souprosse                           |                                     | 43° 46′ 29″ nord, 0° 41′ 38″ ouest | « PA00084029 »                | Classé                 | 1995           | Église Notre-Dame de Goudosse                                        |
| Église Notre-Dame des Forges                                         | Tarnos                              | Rue de la Cité                      | 43° 31′ 51″ nord, 1° 29′ 41″ ouest | « PA40000036 »                | Inscrit                | 2001           | Église Notre-Dame des Forges                                         |
| Église Saint-Jacques de Tartas                                       | Tartas                              | Place Saint-Martin                  | 43° 49′ 51″ nord, 0° 48′ 26″ ouest | « PA40000022 »                | Classé                 | 1999           | Église Saint-Jacques de Tartas                                       |
| Maison de Jeanne d'Albret                                            | Tartas                              | Rue Saint-Vincent Rue Duprat        | 43° 49′ 57″ nord, 0° 48′ 32″ ouest | « PA40000012 »                | Inscrit                | 1996           | Image manquante Téléverser                                           |
| Église Saint-Sever de Tosse                                          | Tosse                               |                                     | 43° 41′ 32″ nord, 1° 19′ 53″ ouest | « PA00084020 »                | Inscrit                | 1928           | Église Saint-Sever de Tosse                                          |
| Église Saint-Étienne d'Uchacq                                        | Uchacq-et-Parentis                  | Uchacq                              | 43° 55′ 39″ nord, 0° 33′ 33″ ouest | « PA00084021 »                | Classé Inscrit         | 1946 2004      | Église Saint-Étienne d'Uchacq                                        |
| Château d'Uza                                                        | Uza                                 |                                     | 44° 02′ 09″ nord, 1° 12′ 07″ ouest | « PA40000053 »                | Inscrit                | 2004           | Château d'Uza                                                        |
| Église Saint-Louis d'Uza                                             | Uza                                 |                                     | 44° 02′ 05″ nord, 1° 11′ 47″ ouest | « PA40000048 »                | Inscrit                | 2003           | Église Saint-Louis d'Uza                                             |
| Forge d'Uza                                                          | Uza                                 | D 66                                | 44° 02′ 00″ nord, 1° 12′ 00″ ouest | « PA40000052 »                | Inscrit                | 2004           | Forge d'Uza                                                          |
| Monument aux morts                                                   | Uza                                 | Rue du Lac                          | 44° 02′ 02″ nord, 1° 11′ 52″ ouest | « PA40000089 »                | Inscrit                | 2014           | Image manquante Téléverser                                           |
| Amer d'Huchet                                                        | Vielle-Saint-Girons                 | Huchet-Plage                        | 43° 53′ 25″ nord, 1° 22′ 43″ ouest | « PA40000044 »                | Inscrit                | 2002           | Image manquante Téléverser                                           |
| Maison Boulart                                                       | Vielle-Saint-Girons                 | Huchet-Plage                        | 43° 53′ 24″ nord, 1° 22′ 44″ ouest | « PA40000043 »                | Inscrit                | 2002           | Image manquante Téléverser                                           |